# Sarisa cookaria
Sarisa cookaria là một loài bướm đêm trong họ Geometridae.